# Elephantomyia (Elephantomyia) ovalistigma
Elephantomyia (Elephantomyia) ovalistigma is een tweevleugelige uit de familie steltmuggen (Limoniidae). De soort komt voor in het Afrotropisch gebied.